# Spendel-Wildenstein
Das Naturschutzgebiet Spendel-Wildenstein ist das größte Naturschutzgebiet im Donnersbergkreis in Rheinland-Pfalz.

## Geographie
Das etwa 140 ha große Gebiet, das im Jahr 1981 unter Naturschutz gestellt wurde, erstreckt sich westlich der Ortsgemeinde Jakobsweiler entlang des Wildensteiner Baches. Unweit östlich verläuft die Landesstraße L 394, unweit nördlich erhebt sich der 686 Meter hohe Donnersberg.

## Schutzzweck
Schutzzweck ist die Erhaltung des naturnahen Waldbestandes, insbesondere des Ahorn-Eschenwaldes, des Ahorn-Lindenwaldes, des Felsenahorn-Eichenwaldes und des Felsenbirnen-Gebüsches und der an die Biotope des Gebietes gebundenen seltenen Tiere und Pflanzen sowie die Sicherung der Naturwaldzelle aus wissenschaftlichen und landeskundlichen Gründen.

## Tourismus
Durch das Naturschutzgebiet verläuft der Fernwanderweg Staudernheim–Soultz-sous-Forêts.